# Delta IV Heavy
El Delta IV Heavy (Delta 9250H) és un coet espacial d'un sol ús per a l'enlairament de càrregues pesants, el model més gran de la família Delta IV i el segon en capacitat operatiu actualment. El fabrica la United Launch Aliance i va ser emprat per primer cop el 2004.
El Delta IV Heavy fa servir dos Nuclis Comuns de Propulsió addicionals com a coets de propulsió líquida en comptes dels motors sòlids GEM-60 emprats a les versions Mitjanes+ del Delta IV. Durant l'enlairament, els tres mòduls operen a plena potència, i 44 segons després el mòdul central redueix la potència al 55%, per conservar combustible fins després del despreniment dels mòduls laterals. Els propulsors funcionen durant els primers 242 segons del llançament, i se separen a la vegada que el propulsor central accelera fins a plena potència. El mòdul manté la propulsió durant els següents 86 segons, i més tard la segona etapa completa l'ascens a l'òrbita.

## Història

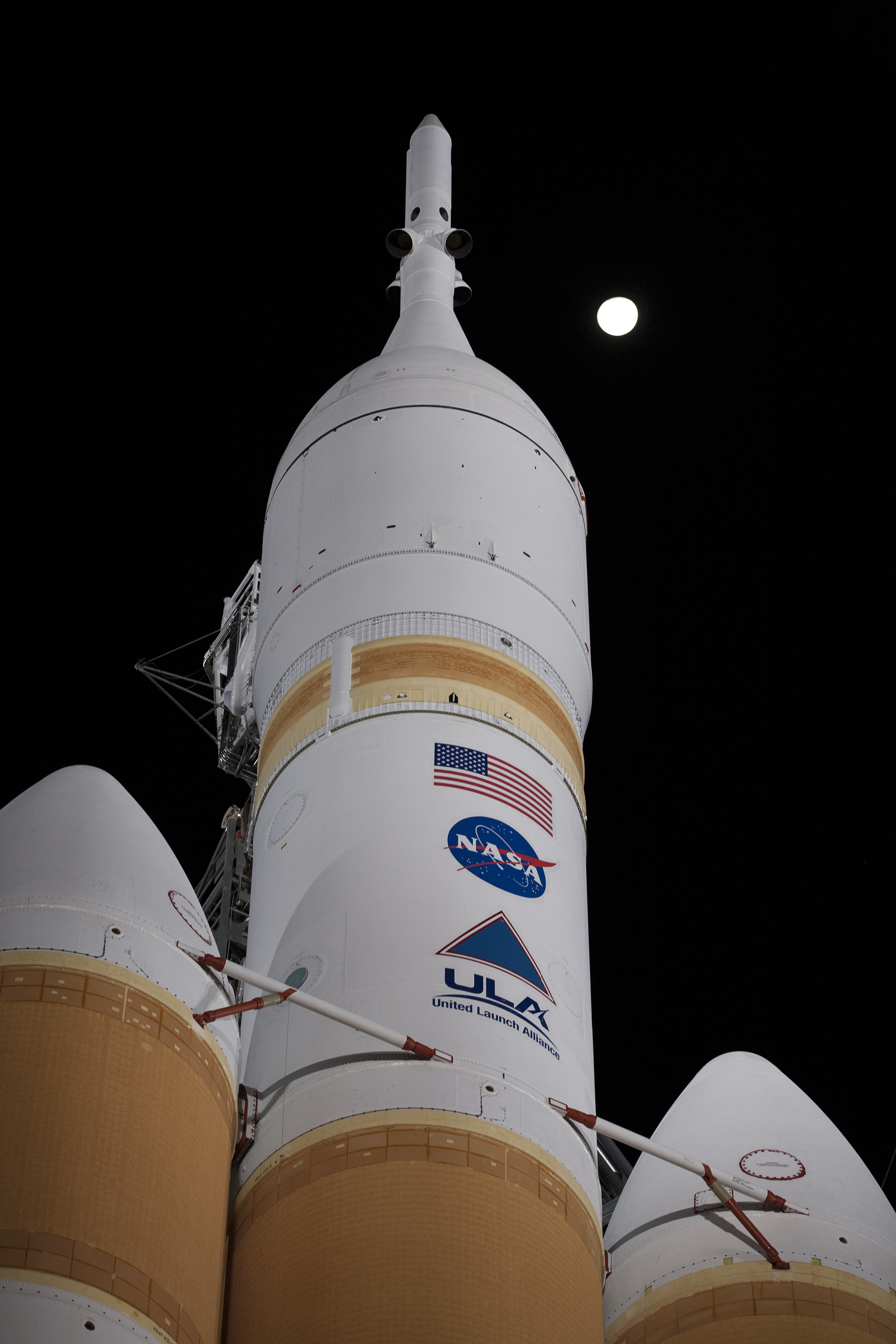
Delta IV Heavy per al EFT-1, 2014

La família de coets Delta va ser desenvolupada per McDonnell Douglas, més tard United Launch Aliance, de la qual el Delta IV Heavy n'és la versió amb més elevada capacitat de càrrega, comprat amb coets més petits com el Delta IV Medium. El Delta IV Heavy pot enlairar 28.370 kg a una òrbita terrestre baixa i 13.810 kg a una órbita de transferència geoestacionària. És un coet que consta d'un total de dues etapes, amb dos propulsors laterals, tots ells amb combustible líquid.
El primer llançament del Delta IV Heavy, el 2004, portava com a càrrega un model aeroespacial i no va aconseguir arribar a l'òrbita desitjada. La cavitació en les línies de l'oxigen líquid que es fa servir com un dels propel·lents sembla que va ser la causa de la desconnexió dels dos propulsors laterals 8 segons abans de temps, i del motor central 9 segons abans, produint com a resultat una velocitat d'etapa menor, que la segona etapa no va ser capaç de compensar. La càrrega es va deixar llavors en una òrbita més baixa que la planejada.
El mes de desembre de 2014, el Delta IV Heavy es va fer servir per enlairar un vol de prova no tripulat del vehicle Orion multiusos, designat EFT-1. Després d'alguns intents el dia anterior, finalment el llançament es va produir amb èxit el dia 5 de desembre.
Quan va ser presentat, el Delta IV Heavy era el coet operatiu amb la major capacitat de càrrega del moment. El febrer de 2018 va ser però superat amb els llançament inaugural del Falcon Heavy d'SpaceX.

## Capacitat
Capacitat del Delta IV Heavy:
- Òrbita terrestre baixa (OTB), 200 km × 28.7°: 28.790 kg[12]
- Òrbita terrestre baixa (ISS), 407 km × 51.6°: 25.980 kg[13]
- Òrbita de transferència geoestacionària (GTO): 14.220 kg[12]
- Òrbita geoestacionària (GEO): 6.750 kg[12]
- Òrbita de transferència lunar (LTO): 10.000 kg
- Òrbita de transferència a Mart: 8.000 kg[14]

La massa total del Delta IV Heavy en el moment del llançament és d'aproximadament 733.000 kg. Comparativament, la massa total en el llançament del Saturn V que es va fer servir en el programa Apollo va ser de 2.970.000 kg.

## Històric de llançaments
| Data          | Càrrega                                            | Massa       | Lloc de llançament | Resultat         |
| ------------- | -------------------------------------------------- | ----------- | ------------------ | ---------------- |
| 21 Des, 2004  | DemoSat, Sparkie / 3CS-1 i Ralphie / 3CS-2         | ~6.000 kg   | Cap CanaveralA     | Fallida parcialC |
| 11 Nov, 2007  | DSP-23 Programa de Suport a la Defensa             | 5.250 kg    | Cap CanaveralA     | Èxit             |
| 18 Gen, 2009  | Orion 6 / Mentor 4 (USA-202 / NROL-26)             | Classificat | Cap CanaveralA     | Èxit             |
| 21 Nov, 2010  | Orion 7 / Mentor 5 (USA-223 / NROL-32)             | Classificat | Cap CanaveralA     | Èxit             |
| 20 Gen, 2011  | KH-11 Kennen 15 (USA-224 / NROL-49)                | <17.000 kg  | VandenbergB        | Èxit             |
| 29 Juny, 2012 | Orion 8 / Mentor 6 (USA-237 / NROL-15)             | Classificat | Cap CanaveralA     | Èxit             |
| 28 Ago, 2013  | KH-11 Kennen 16 (USA-245 / NROL-65)                | <17.000 kg  | VandenbergB        | Èxit             |
| 05 Des, 2014  | Càpsula Orion - Test 1 d'exploració de vol (EFT-1) | 25.848 kg   | Cap CanaveralA     | Èxit             |
| 11 Juny, 2016 | Orion 9 / Mentor 7 (USA-268 / NROL-37)             | Classificat | Cap CanaveralA     | Èxit             |
| 12 Ago, 2018  | Sonda solar ParkerD                                | 685 kg      | Cap CanaveralA     | Èxit             |
| 19 Gen, 2019  | NROL-71                                            | Classificat | VandenbergB        | Èxit             |
| 11 Des, 2020  | Orion 10 / Mentor 8 (USA-268/ NROL-44)             | Classificat | Cap CanaveralA     | Èxit             |
| 26 Abr, 2021  | KH-11 Kennen 17 (NROL-82)                          | 18.960 kg   | VandenbergB        | Èxit             |
| 24 Set., 2022 | KH-11 Kennen 18 (NROL-91)                          | Classificat | VandenbergB        | Èxit             |
| 22 Jun, 2023  | Orion 11 / Mentor 9 (NROL-68)                      | Classificat | Cap CanaveralA     | Èxit             |

^A  Llançat des de Cap Canaveral, SLC-37B

^B  Llançat des de la Base Aèria de Vandenberg, SLC-6

^C  Els Nuclis de propulsió comuns no van rendir al màxim, i s'assolí una òrbita més baixa

^D  Etapa superior de la Star 48BV

## Propers llançaments
El darrer llançament anunciat per la NASA i la National Reconnaissance Office, abans de la retirada del coet:
| Data        | C       | Client | Lloc de llançament    |
| ----------- | ------- | ------ | --------------------- |
| Febrer 2024 | NROL-70 | NRO    | Cap Canaveral SLC-37B |

## Vehicles comparables
- Ariane 5 (en funcionament)
- Long March 5 (en funcionament)
- Proton-M (en funcionament)
- Geosynchronous Satellite Launch Vehicle Mark III (en funcionament)
- Angara A5 (en desenvolupament)
- Falcon Heavy (en funcionament)
- New Glenn (en desenvolupament)
- Atlas V Heavy (cancel·lat)
- Saturn IB (retirat)
- Titan III (retirat)
- Titan IV (retirat)